# Clécy
Clécy is een gemeente in het Franse departement Calvados (regio Normandië). De plaats maakt deel uit van het arrondissement Caen. Clécy telde op 1 januari 2022 1.301 inwoners.

## Geografie
De oppervlakte van Clécy bedroeg op 1 januari 2022 24,63 vierkante kilometer; de bevolkingsdichtheid was toen 52,8 inwoners per km².
De onderstaande kaart toont de ligging van Clécy met de belangrijkste infrastructuur en aangrenzende gemeenten.

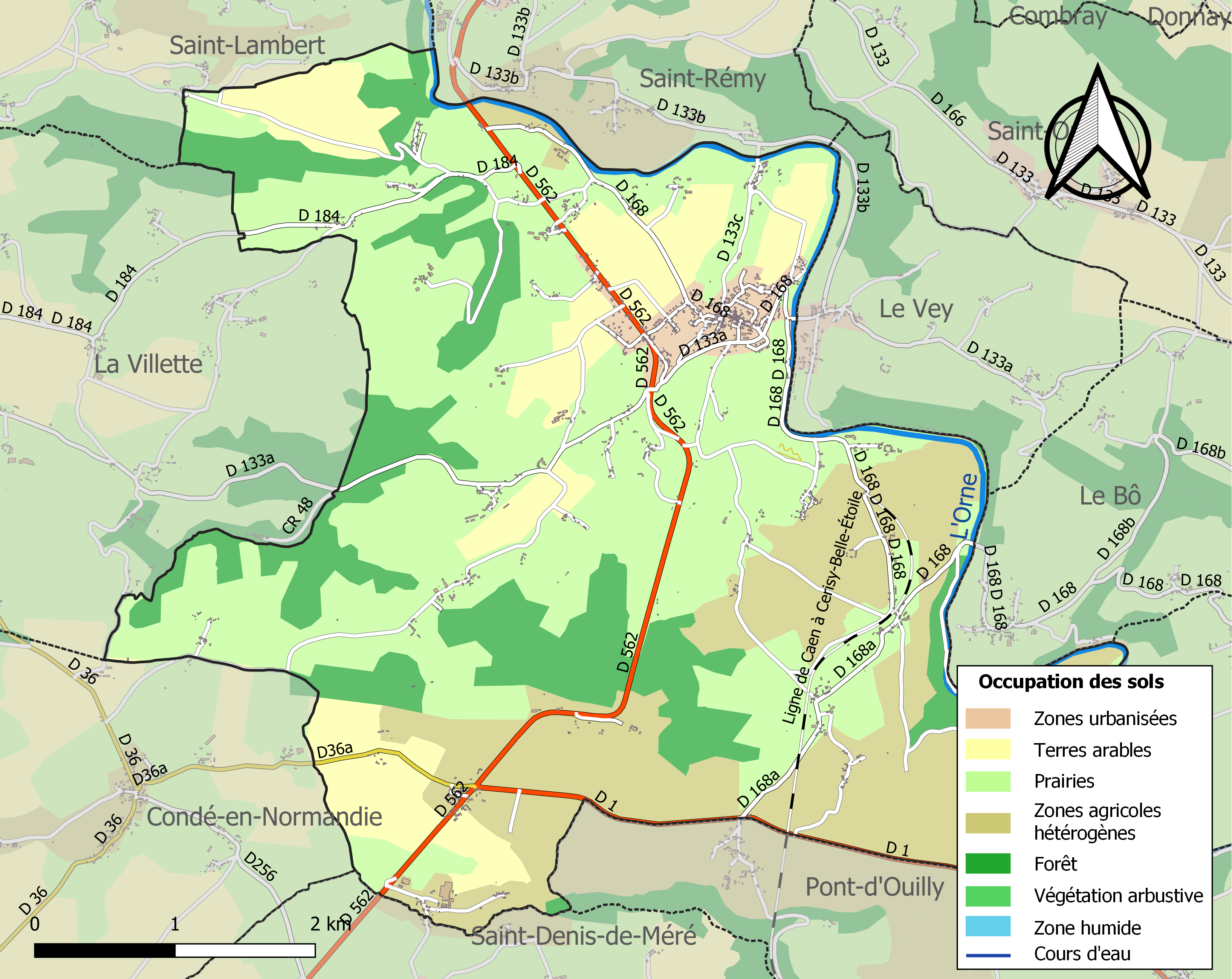

## Verkeer en vervoer
In de gemeente liggen de gesloten spoorwegstations Clécy-Bourg en La Lande-Clécy.

## Demografie
Onderstaande figuur toont het verloop van het inwonertal (bron: INSEE-tellingen).
Vanwege een beveiligingsprobleem met de MediaWiki Graph-software is het momenteel niet mogelijk deze grafiek weer te geven. Zodra de software is bijgewerkt zal de grafiek vanzelf weer zichtbaar worden.

## Afbeeldingen

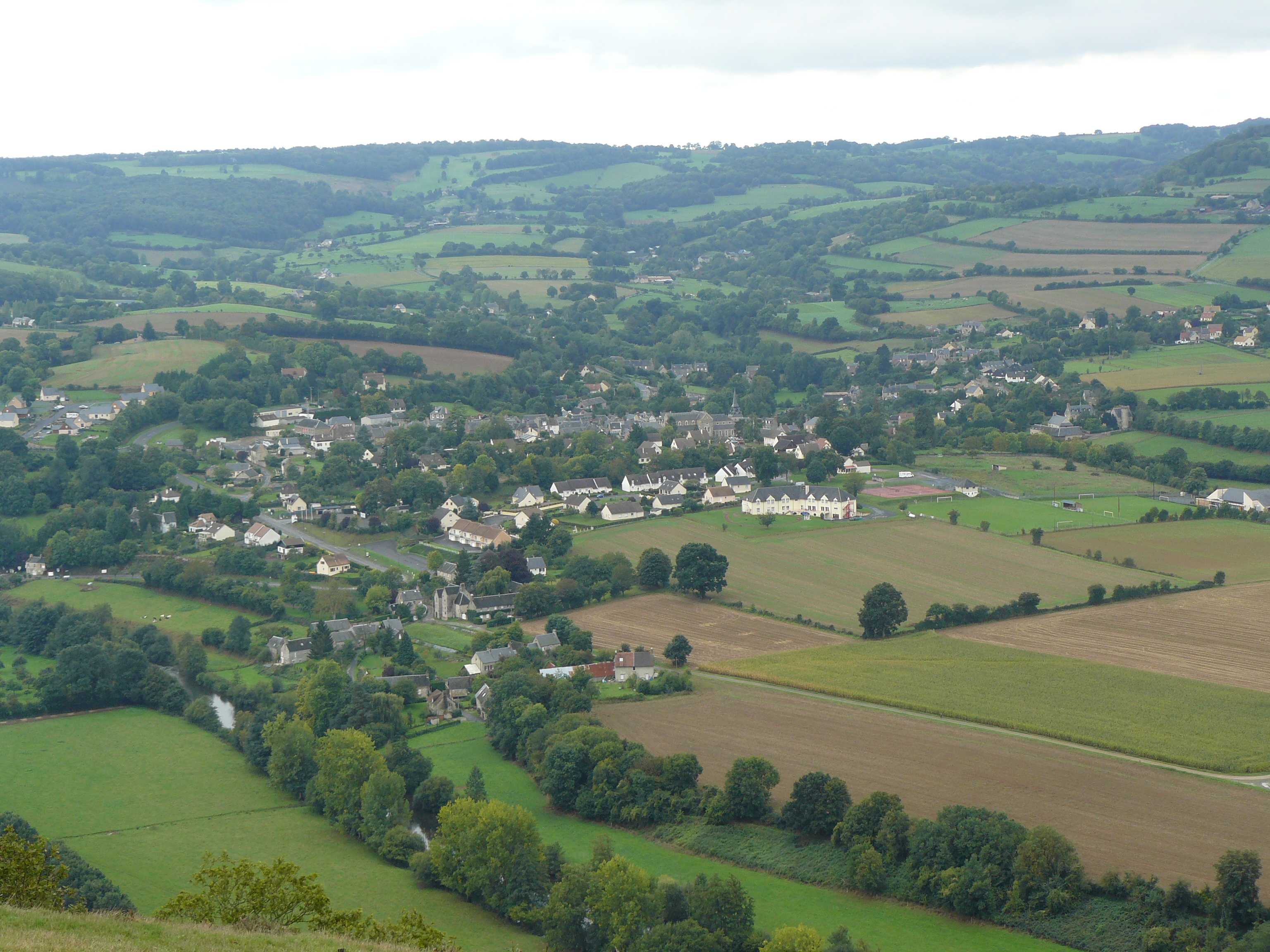
Zicht op Clécy
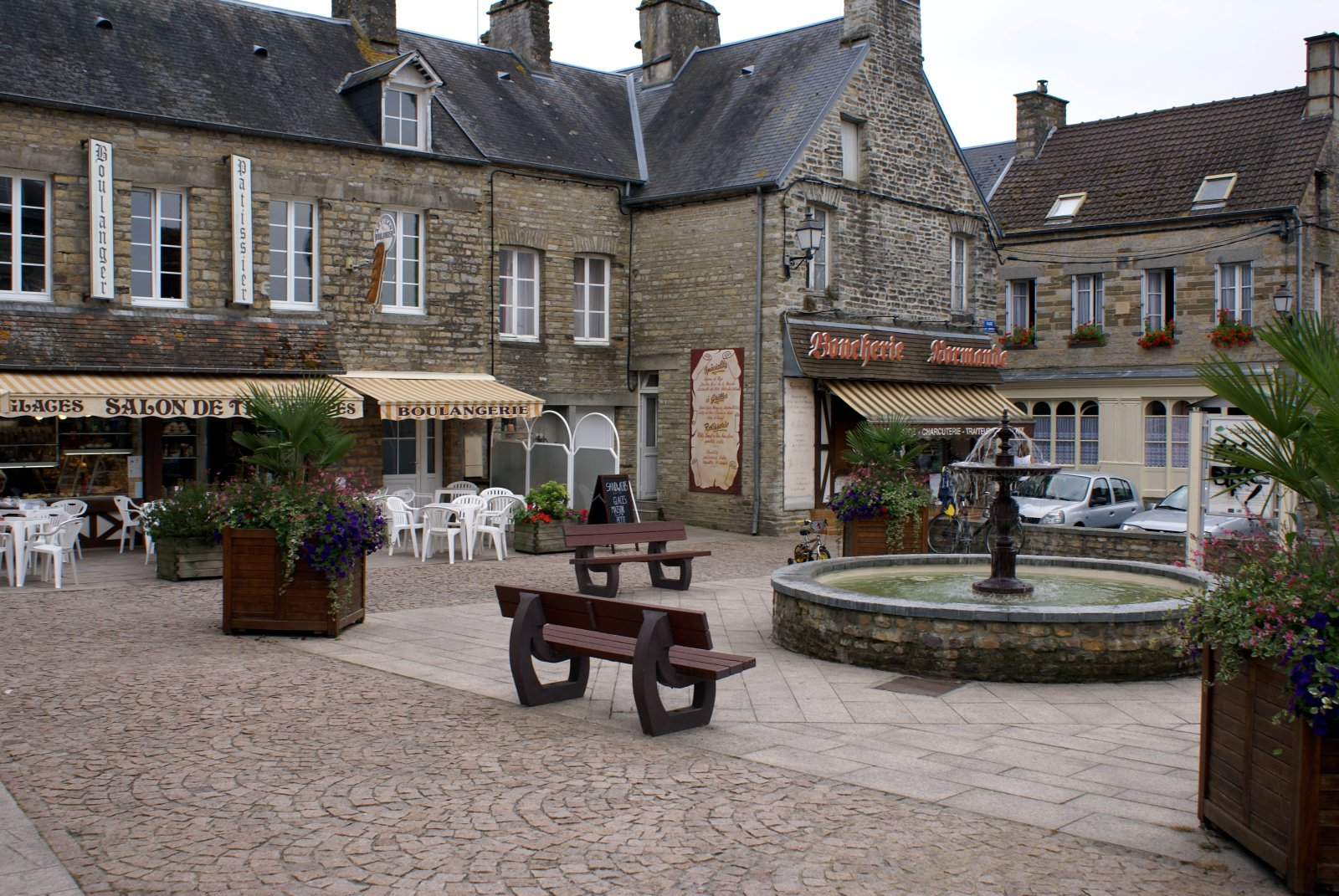
Centrum
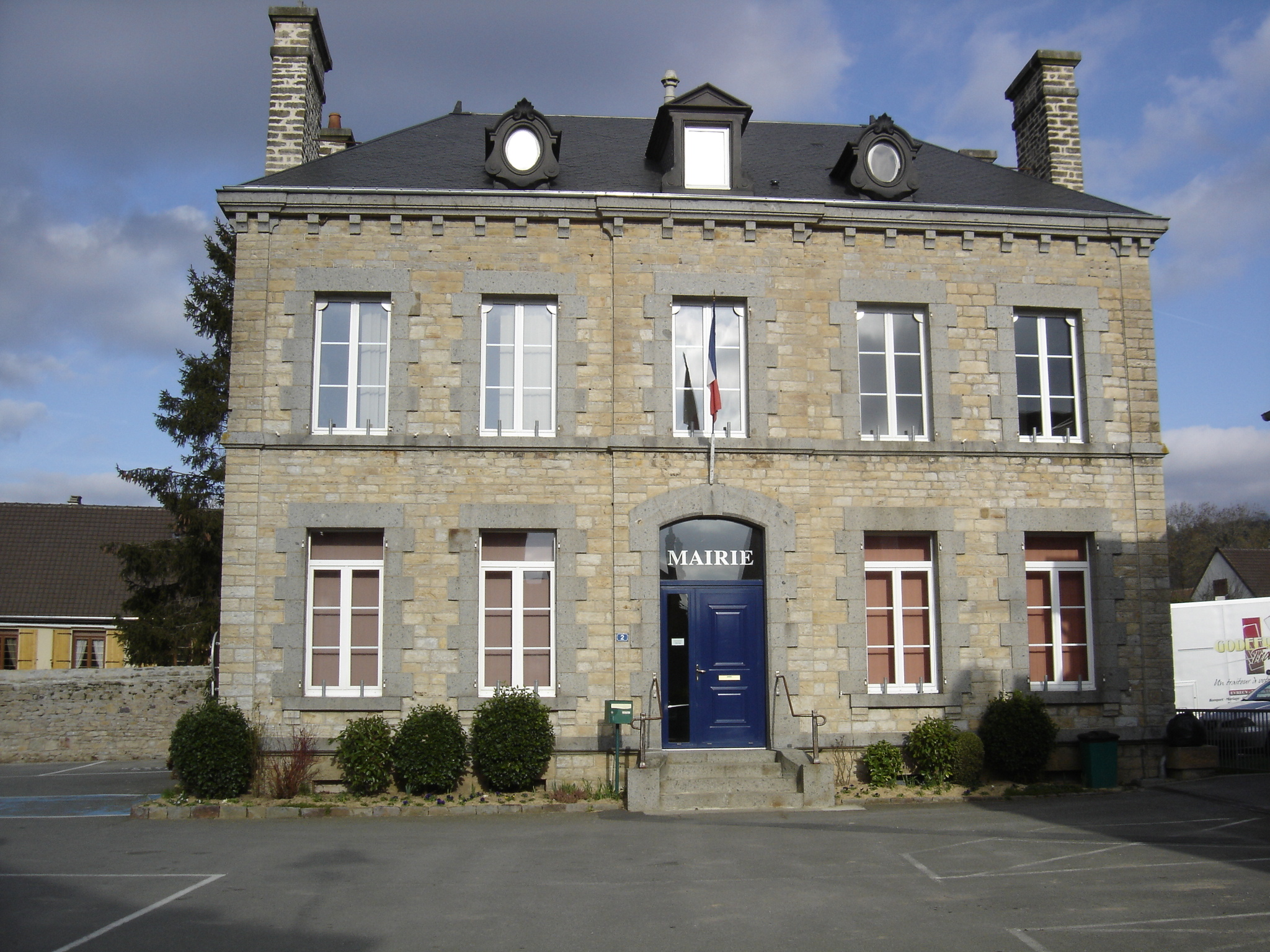
Gemeentehuis
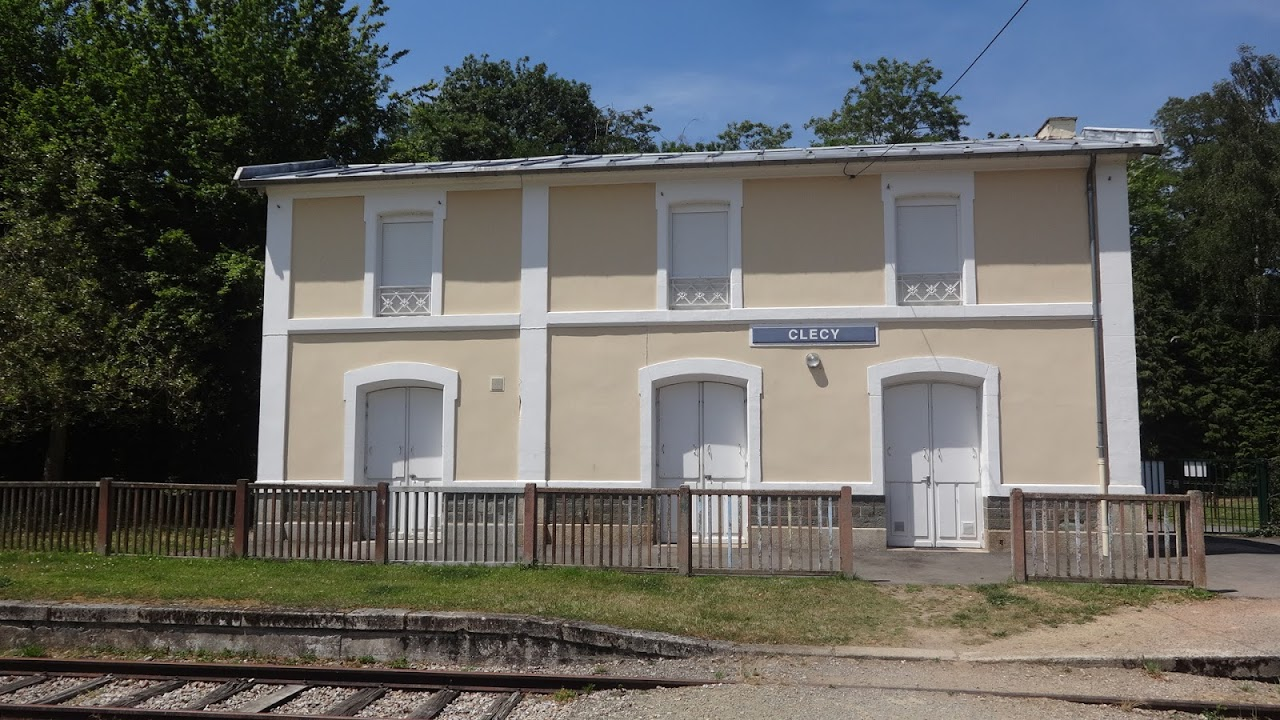
Voormalig station